# Pellucens zeugosticta
Pellucens zeugosticta är en fjärilsart som beskrevs av Collenette 1938. Pellucens zeugosticta ingår i släktet Pellucens och familjen tofsspinnare. Inga underarter finns listade i Catalogue of Life.